# Svantovít
Svantovít či Svantovit (v pramenech Suantovitus u Saxona, Zuantevith u Helmolda, Svantaviz v Sáze o Knýtlinzích) byl slovanský bůh uctívaný polabskými Slovany, resp. kmenem Ránů na Rujáně. Díky politickému vlivu Rujány byl často ctěn okolními kmeny jako nejvyšší z bohů (deus deorum), dary mu přinášely kmeny od Vagrie po Pomořansko, dokonce i dánský král Sven III., ač byl křesťan, mu obětoval skvostnou číši. Jméno lze vykládat pravděpodobně jako kompozitum ze slov svętъ (mocný, silný) a koncovky –vit (pán, vládce, vítěz, bojovník), tedy přibližně mocný pán. To může naznačovat, že původně nešlo o jméno boha, ale o přízvisko. Mohlo se tedy jednat o hypostazi či polabsko-slovanskou variantu Peruna, Svarožice či jiného boha. Později byl také uměle ztotožňován s křesťanským sv. Vítem.

## Svantovítova modla
Možný vzhled Svantovítovy modly v arkonské svatyni nejlépe vystihuje pasáž z Dějin Dánů kronikáře Saxona Grammatika:
| „ | Ve svatyni stála ohromná modla, která svou velikostí přesahovala všechny míry lidského těla, podivuhodná čtyřmi hlavami na stejném počtu krků, z nichž dvě se dívaly dopředu a dvě dozadu. Mimoto vždy jedna z těch dopředu i dozadu otočených [hlav] upírala zraky doprava, druhá doleva. Vyholení vousů a zastřižení vlasů bylo ztvárněno tak, že by ses domníval, jako by umělcovou snahou bylo napodobit obvyklou úpravu vlasů Rujánců. V pravé ruce držela z různých druhů kovu vybraně zpracovaný roh, jejž kněz, znalý jejích obřadů, každoročně naplňoval vínem a ze stavu této tekutiny předvídal úrodu na následující rok. Levá paže byla zpodobena obloukem opřená v bok. Suknice dosahovala až k holením, které byly vytvořeny z jiného druhu dřeva a byly propojeny s koleny tak umným spojem, že místo spojení nebylo možno zjistit jinak, než velmi důkladným pohledem. Nohy bylo vidět, jak se dotýkají země; jejich podstavec byl skryt pod ní. Nedaleko bylo možno spatřit uzdu i sedlo modly a také mnohé jiné odznaky boha. Obdiv nad tím umocňoval nápadně veliký meč, k jehož pochvě i jílci sváděl pohled kromě znamenitě ozdobného tepání i postříbřený zevnějšek. | “ |

Často se v tomto případě odkazuje na podobu tzv. Zbručského idolu, jež Saxonovu popisu Svantovítovy modly překvapivě dobře odpovídá, ačkoliv jakékoliv spojování těchto dvou dokladů slovanského náboženství je pouze hypotetické.

## Svantovítovy kompetence

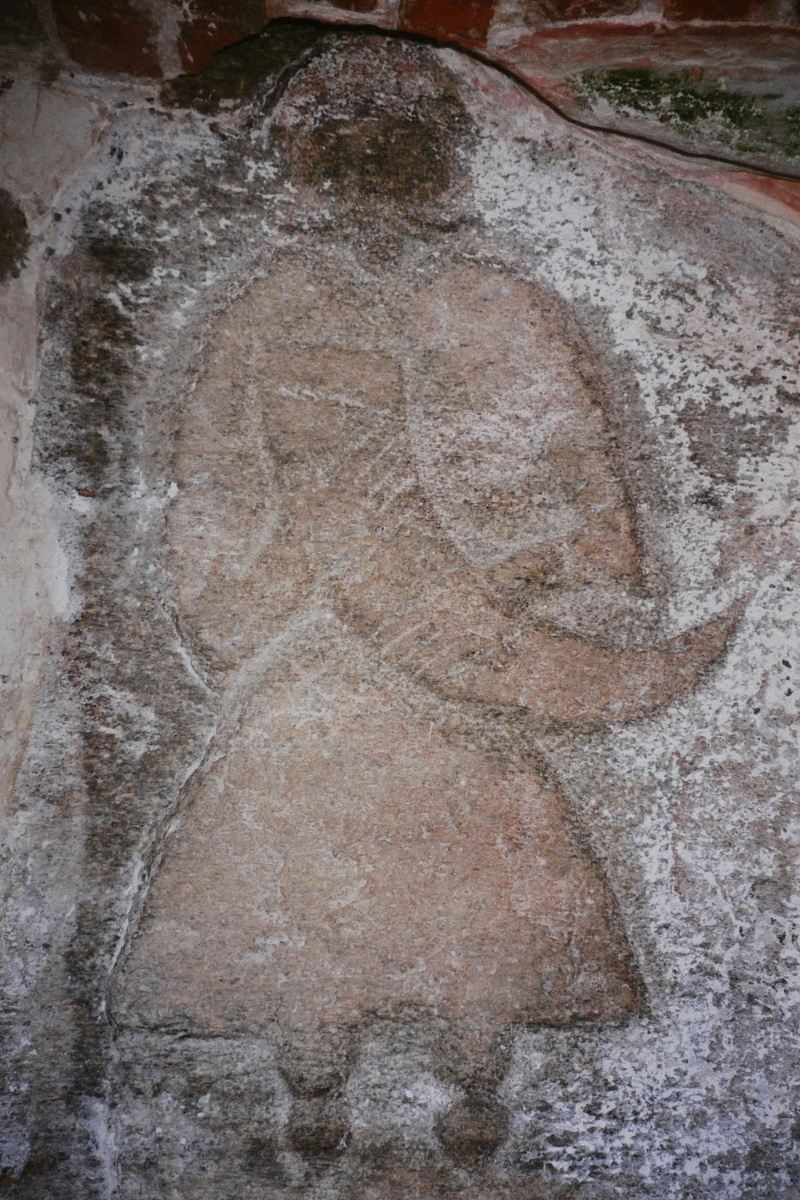
Svantovítův kněz s obětním rohem (případně Svantovít sám), žulová deska z Rujány v období let 1150–1200, později umístěna do zdi kostela v Altenkirchenu.

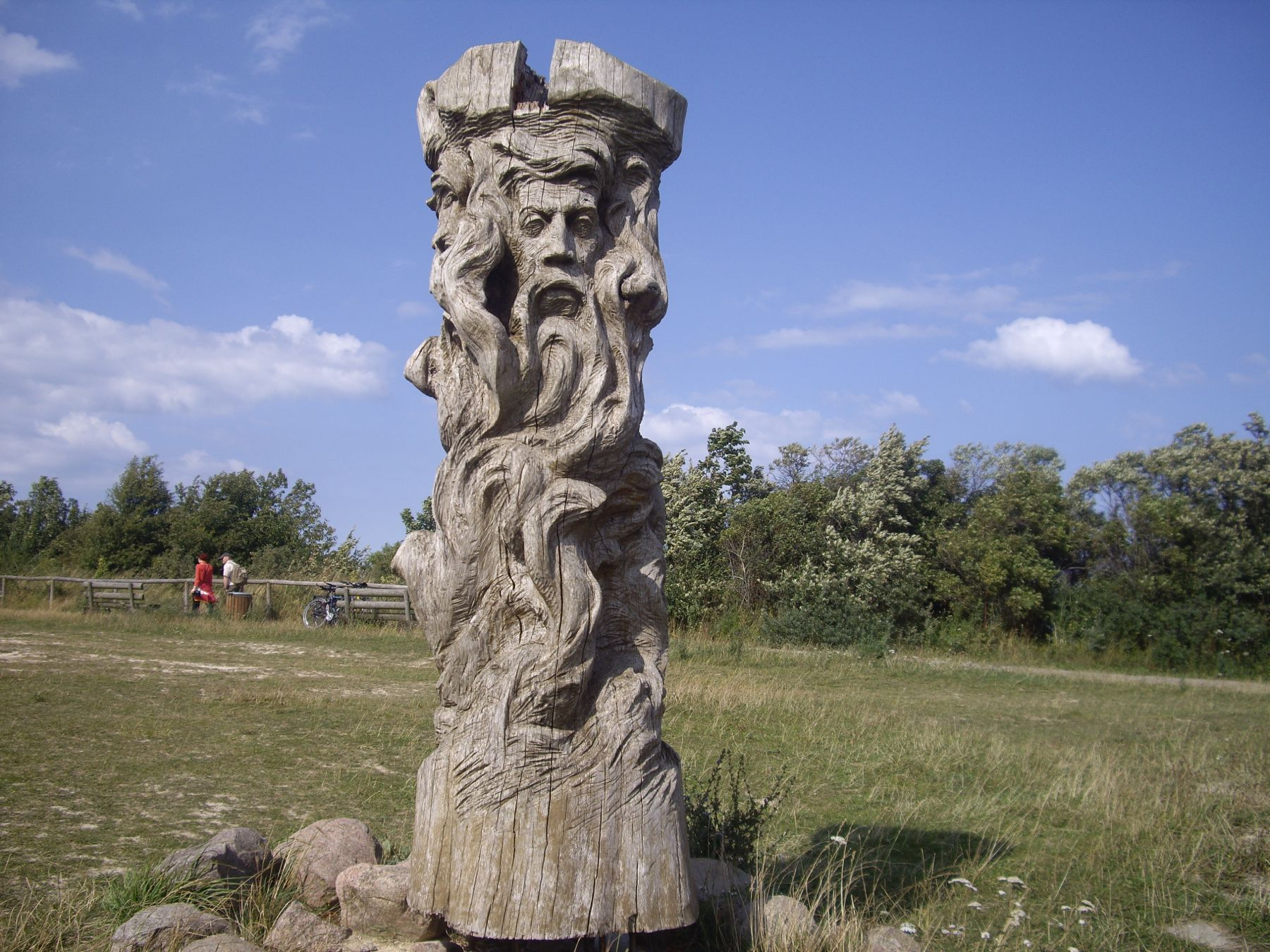
Bývalá moderní socha na mysu Arkona, ostrov Rujána, Německo

Svantovít v sobě spojoval vlastnosti válečného i hospodářského boha. Z jeho rohu naplněného vínem kněz věštil úrodu na následující rok. Ve Svantovítově arkonské svatyni stála socha s pohárem, z něhož se po celý rok odpařovalo víno. Čím méně ho zůstalo, tím horší měla být úroda v dalších letech. Rituál za zvýšení úrody se také konal s medovým koláčem, za kterým se kněz skrýval (tento rituál měl paralely takřka ve všech slovanských kulturách, což svědčí pro možnou domněnku o hlubokých kořenech tohoto zvyku). Chrámoví kněží cítili ke Svantovítovi takovou úctu, že při uklízení svatyně zadržovali dech, aby chrám nezneuctili dechem smrtelníka, a pro nadechnutí vybíhali ven. Teprve pak se zase vrátili a pokračovali v úklidu.
Saxo Grammaticus popisuje svatyni jako budovu, okolo níž byla dřevěná ohrada s malbami a řezbami. Samotný chrám byl dřevěnou stavbou rozdělenou uvnitř závěsy, za nimiž stála modla. Na stěnách visely atributy boha a v truhlách chrámové kněžstvo ukládalo cennosti získané na válečných výpravách nebo darem.
Svantovítovými atributy spojenými s jeho válečnickou kompetencí byli velký meč, sedlo, uzda a také posvátný bílý kůň, na němž směl jezdit pouze kněz a Svantovít samotný, který na něm údajně podnikal noční výpravy. Důkazem toho prý bylo, že přestože byl obvykle celou noc zavřený ve stáji, ráno byl samý pot a bláto.
Stejně jako u retranského Svarožice či štětínského Triglava sloužil kůň také jako válečné orákulum. Věštilo se pomocí tří řad dvou do země zapíchnutých a překřížených kopí, která kůň překračoval. Překročil-li všechny pravou nohou, bylo to bráno za příznivé znamení pro zahájení válečné výpravy; pokud byť jedinou řadu překročil levou, od výpravy bylo upuštěno. Svantovítovi rovněž náležela družina tří set jezdců a bohatství shromážděné z poplatků a darů. Jeho velekněz měl větší autoritu než rujánský kníže – arkonský kult nesl celou řadu teokratických rysů. Podle Helmoldova tvrzení docházelo na Arkoně dokonce k obětování člověka.

## Historie

### Rozkvět Svantovítova kultu

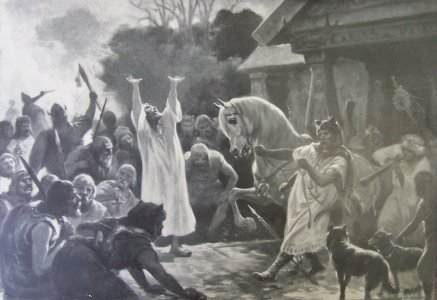
Věštba před bitvou, Józef Ryszkiewicz, rok 1890

Největšího rozkvětu dosáhl kult tohoto božstva počátkem 12. století, z dřívější doby o něm nejsou zprávy. V té době se totiž Rujána v důsledku rozpadu Lutického svazu, jenž do té doby dominoval slovanským oblastem v Polabí, stala střediskem slovanského náboženství.

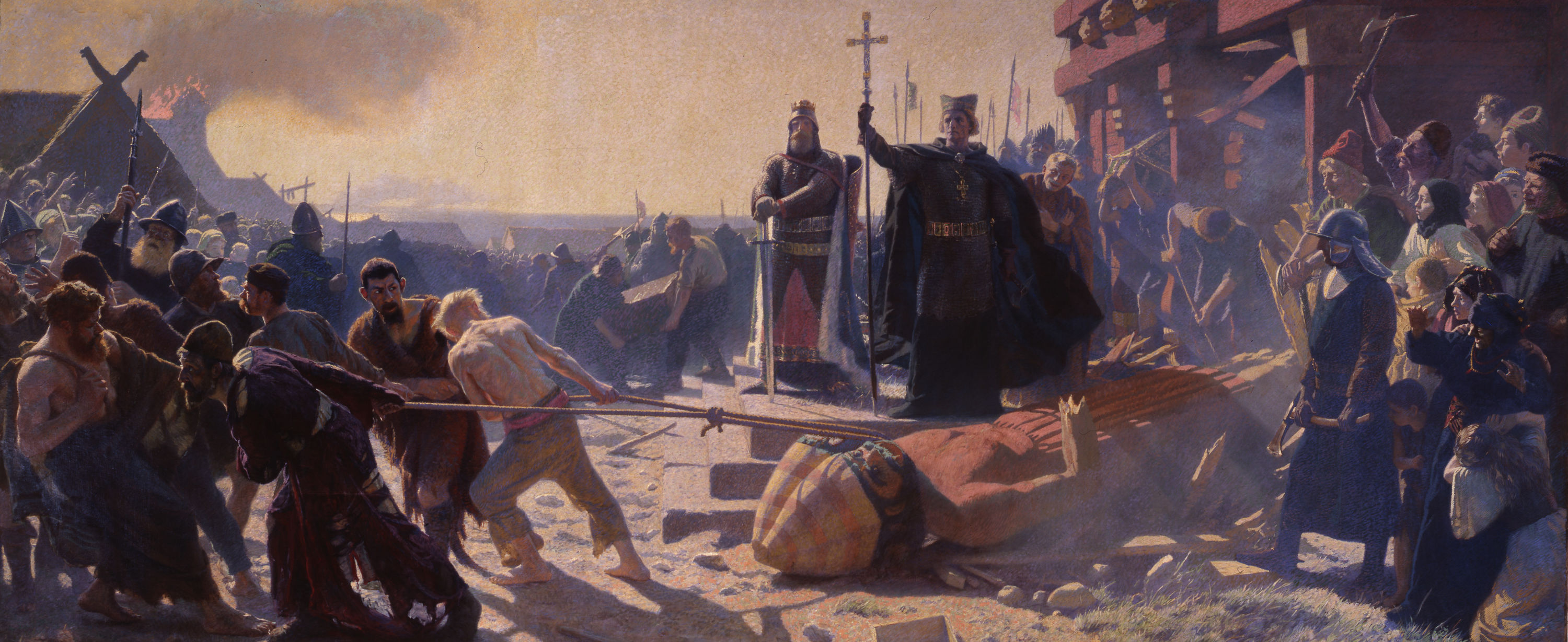
Zánik Svantovítova kultu. Výjev zachycuje biskupa Absalona a dánského krále Valdemara nad strženou Svantovítovou modlou krátce po dobytí Rujány.

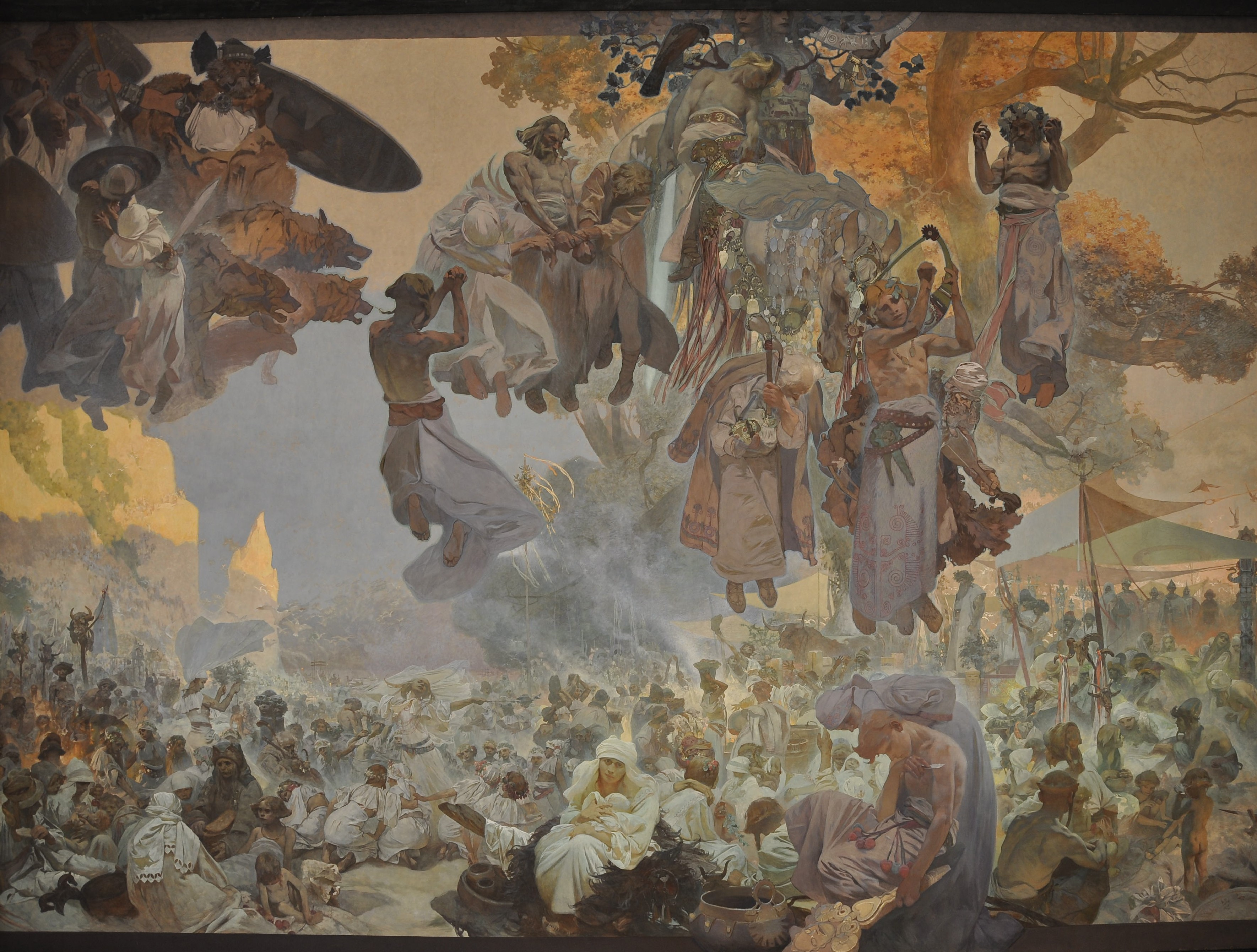
Slavnost Svantovítova na Rujáně z cyklu Slovanská epopej od Alfonse Muchy, 1912

Podle pověsti (či spíše interpretatio christiana) zaznamenané Helmoldem i Saxonem přinesli křesťanský kult sv. Víta na Rujánu benediktinští mniši z kláštera v Corvey, a ten pak prý Ránové převzali v překroucené podobě a uctívali v něm pohanského boha; sám Helmold však tuto verzi pokládá za „nejistou zvěst“ a Saxo tuto interpretaci poněkud uměle vkládá do úst dánského krále Valdemara I.

### Zánik Svantovítova kultu
Rujánské hradiště Arkona se Svantovítovým chrámem byly vyvráceny roku 1168 dánským králem Valdemarem I., který dobyl celou Rujánu. Tímto datem zanikl poslední organizovaný náboženský kult Slovanů. Svatyně byla vypleněna a Svantovítova dřevěná socha vláčena k potupě Slovanů před jejich zraky po městě, rozbita na kusy a ještě téhož dne večer spálena. Ránové byli poté násilně pokřtěni.

## Svantovít, zbručský a wolinský idol v umění

moderní:
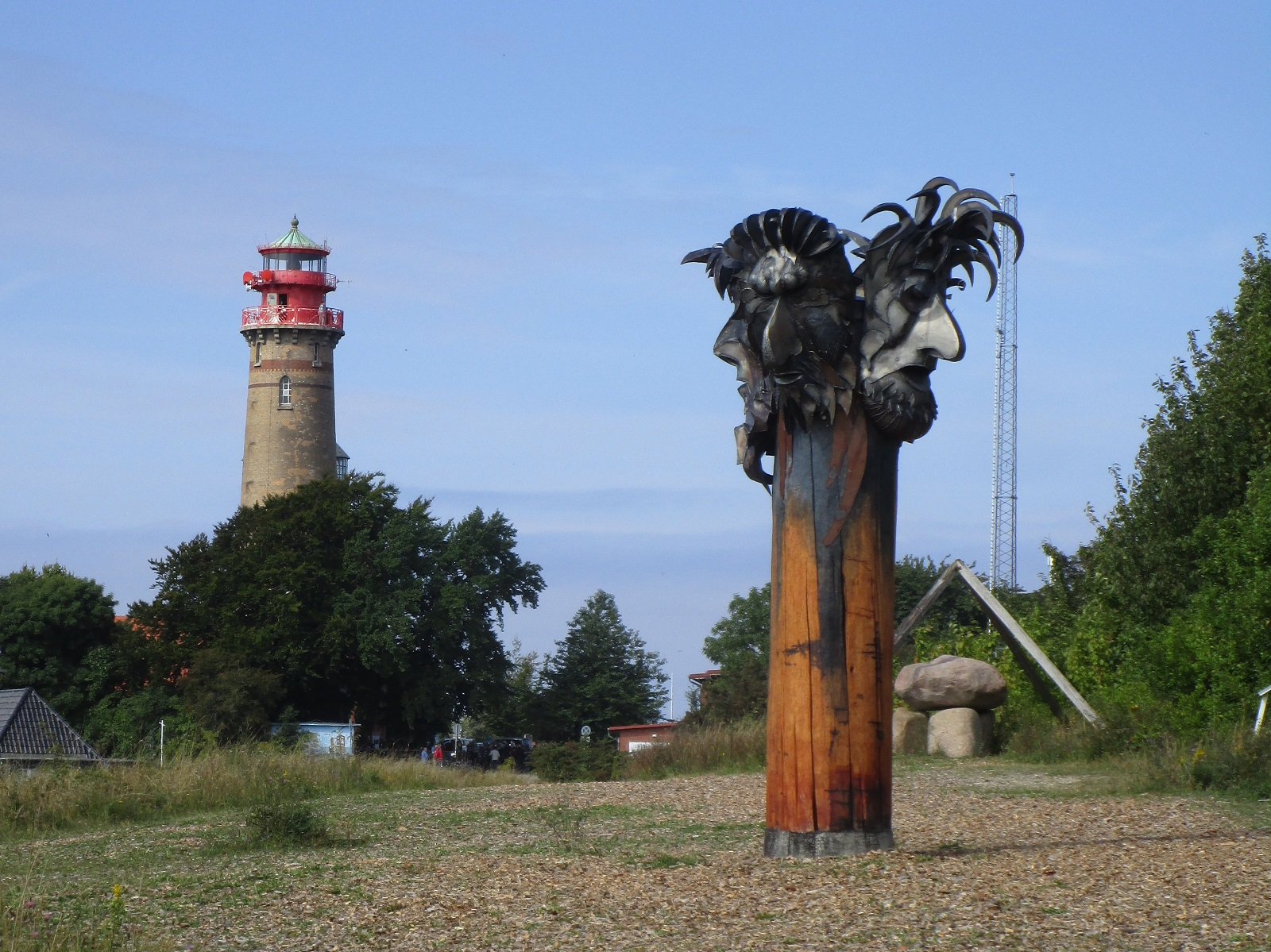
novější Svantovít na mysu Arkona na Rujáně
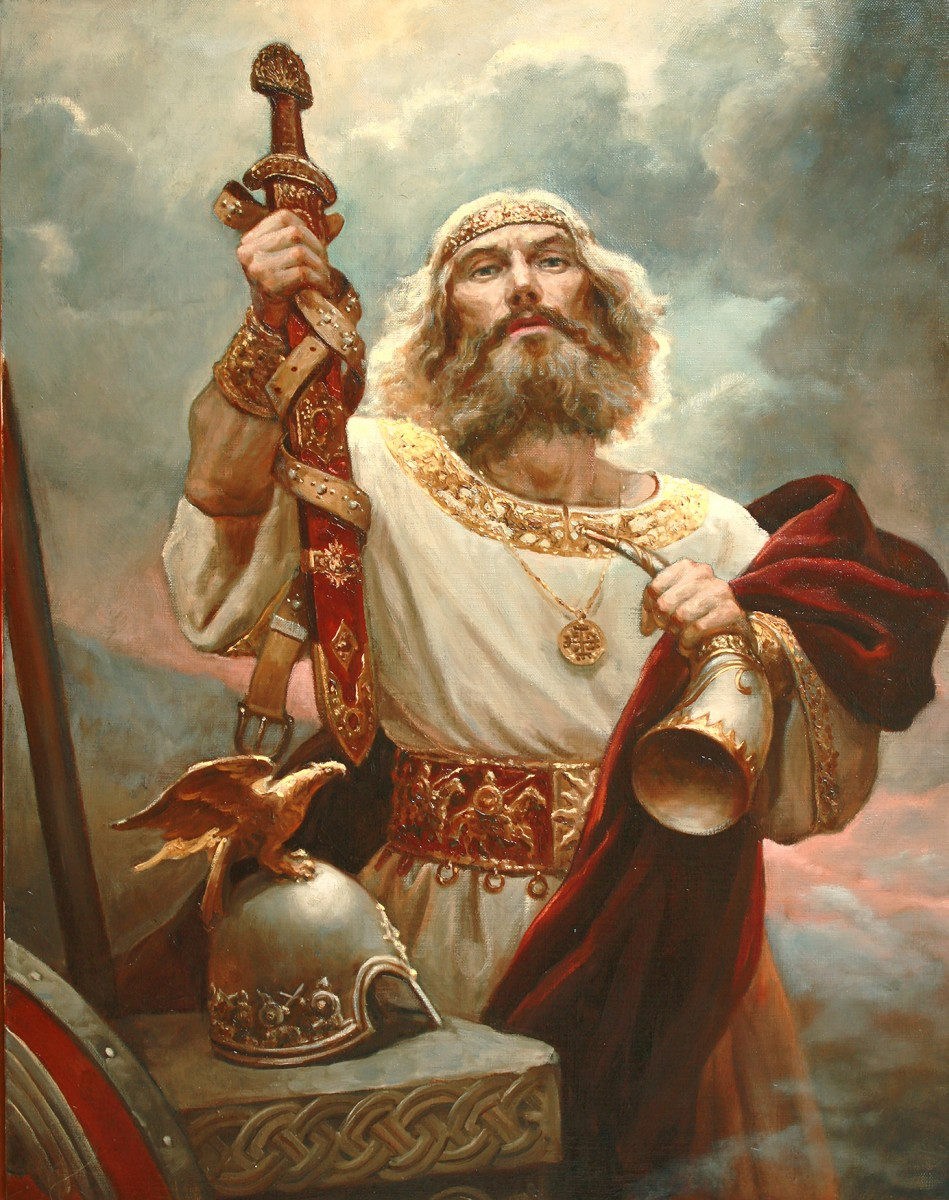
Svantovít od Andreje Šiškina, 2017
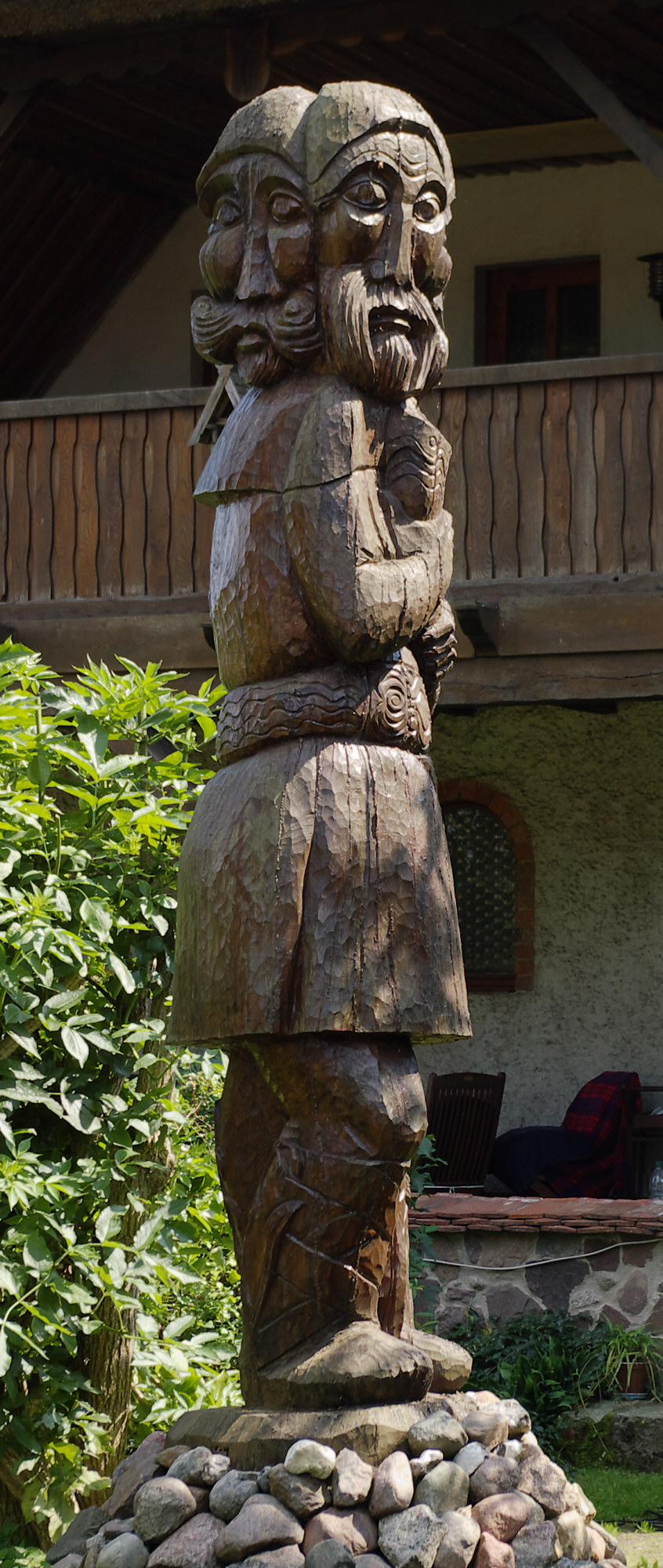
Ralswiek, Rujána
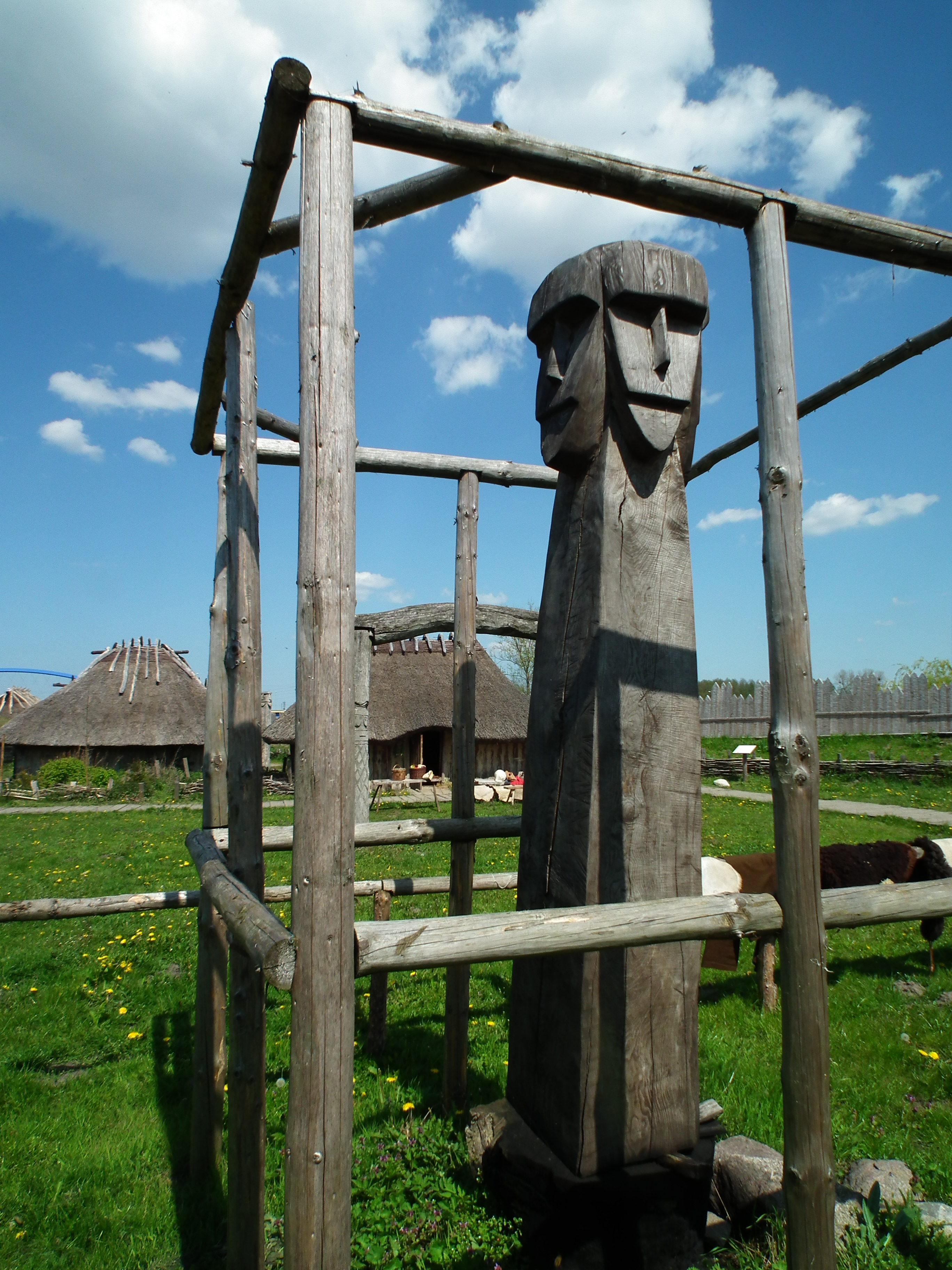
replika dřevěného wolinského idolu, který je obecně považována za místní variantu rujánského boha Svantovíta.
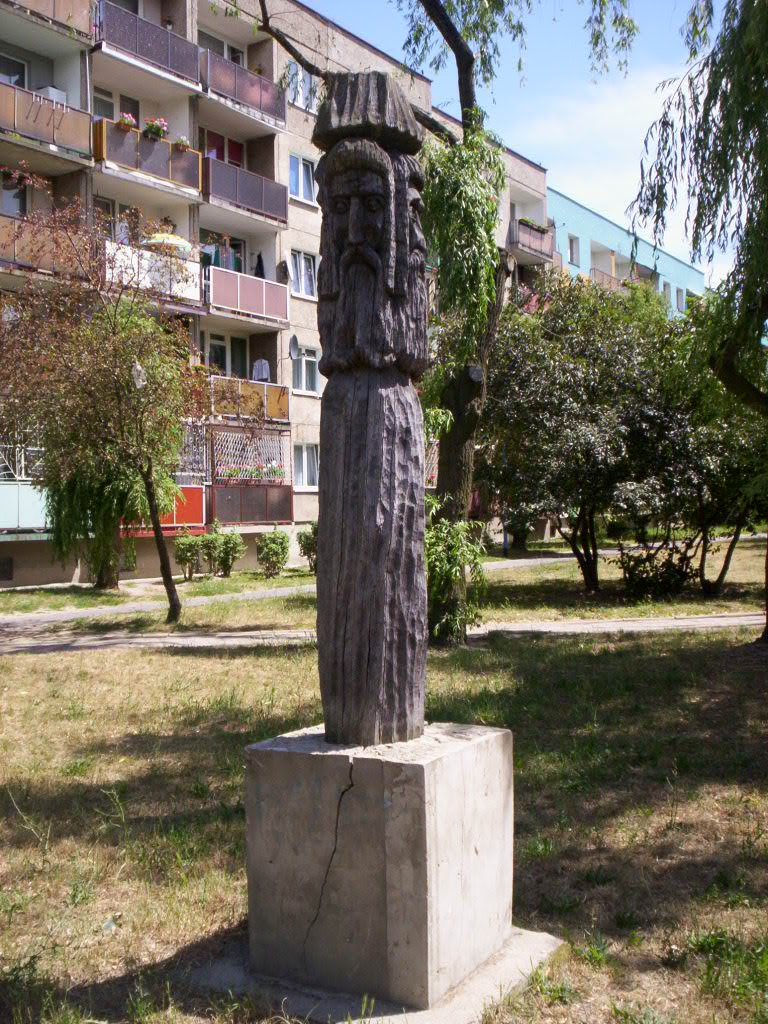
Svantovítova socha v Głogówě, Polsko
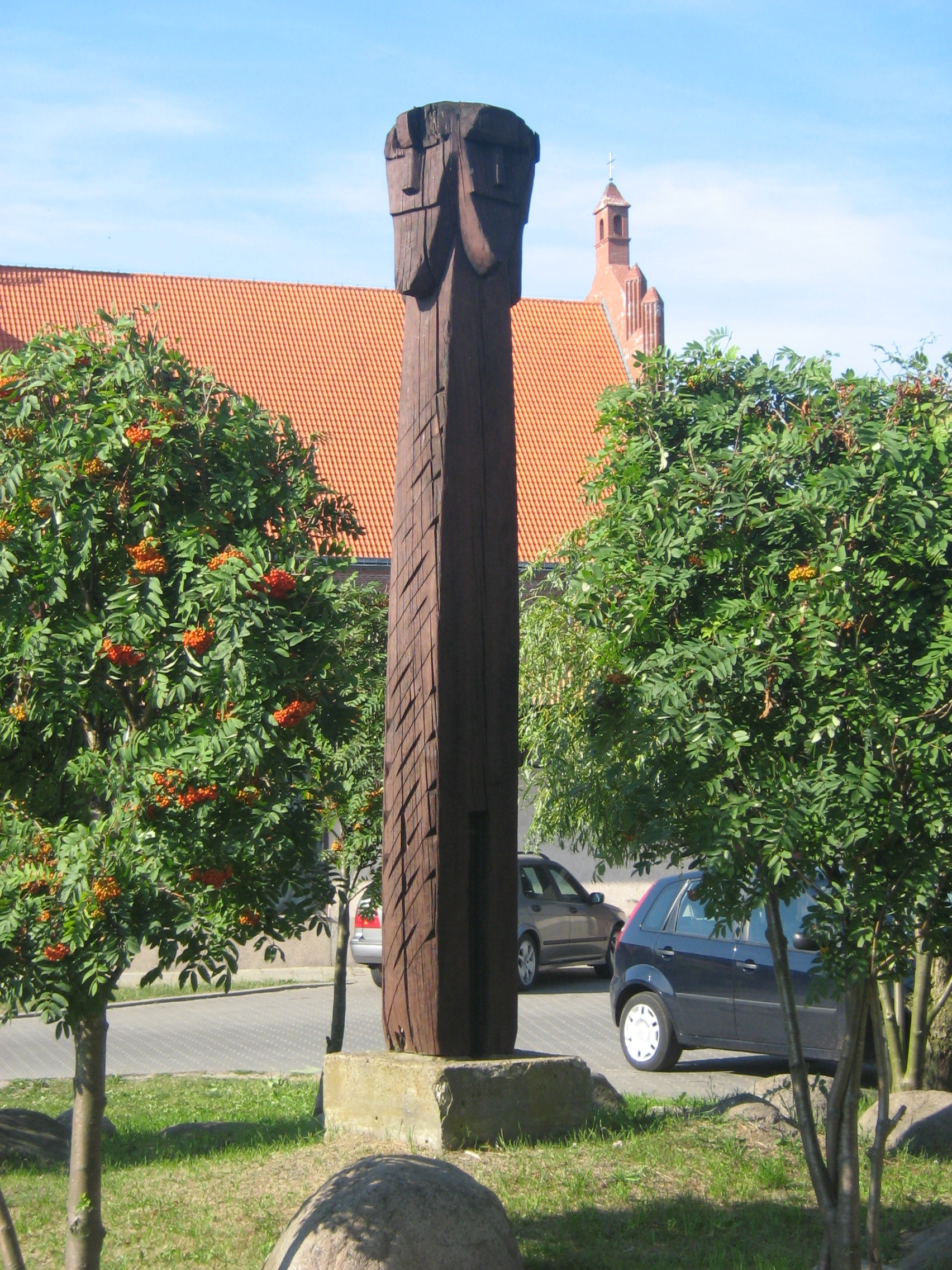
čtyřhlavý idol nalezený v polském Wolinu je považován za zpodobnění slovanského Svantovíta. Na obrázku novodobá kopie původního idolu
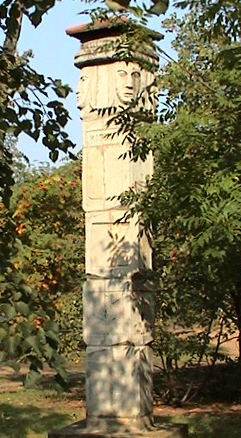
Svantovít v polských Otrębusach
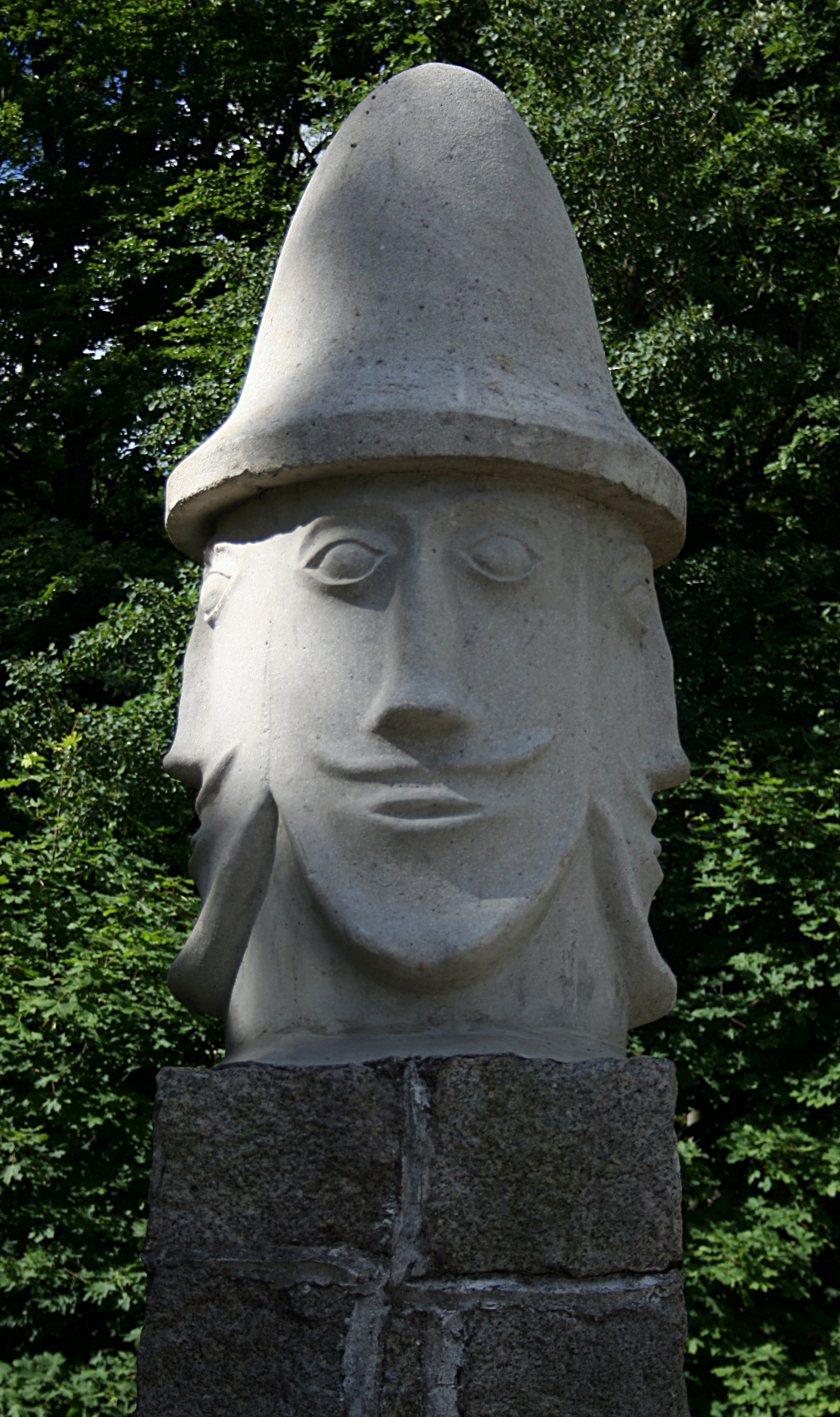
hlava s čtyřmi tvářemi označovaná jako Svantovít, přestože klobouk je inspirován zbručským idolem

historické:
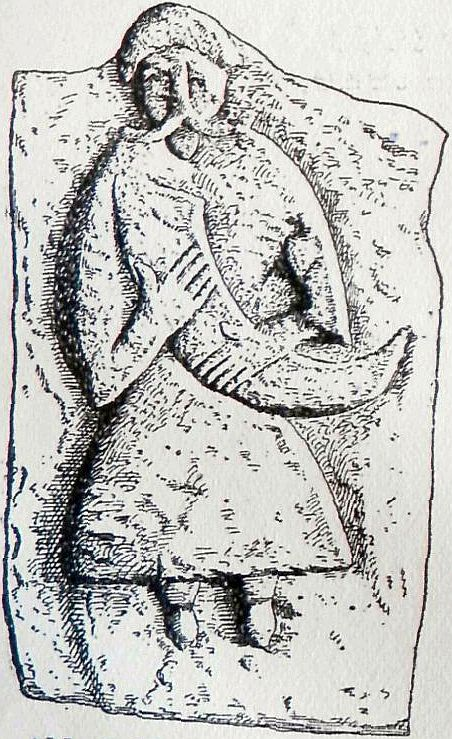
kresba Svantovítova kněze s rohem na žulové desce z Rujány
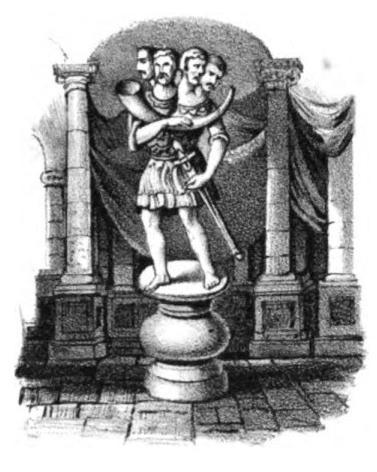
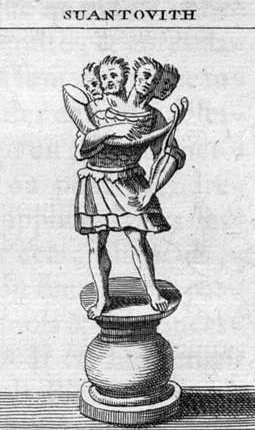
Svantovít, kresba z roku 1722, jejímž autorem je benediktinský mnich Bernard de Montfaucon
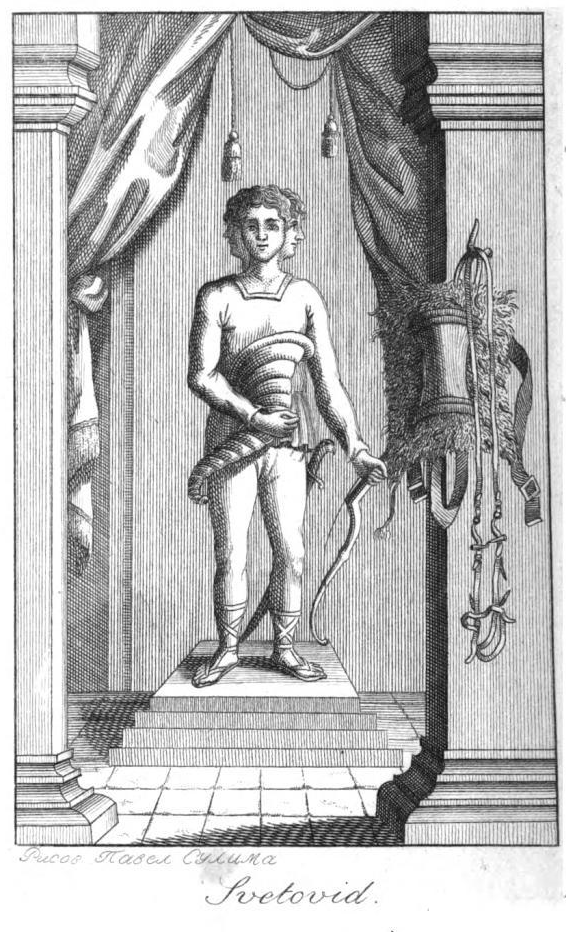
Svantovít podle Andreje Kajsarova, rok 1804
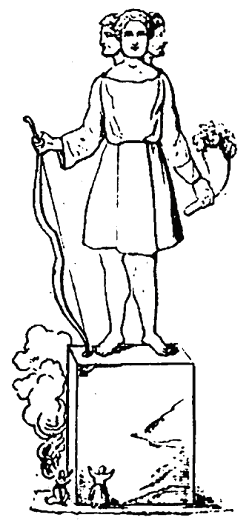
Svantovít, Vollmer, 1834